# Ceathrú Thaidhg
Ceathrú Thaidhg (en anglès Carrowteige) és una vila d'Irlanda, a la Gaeltacht de Iorras, al comtat de Mayo, a la província de Connacht. Es troba a la península Dún Chaocháin i forma part de la parròquia de Kilcommon (Cill Chomáin).

## Passeig pels penya-segats
Hi ha diverses rutes per penya-segats que comencen i acaben a la vila de Ceathrú Thaidhg. Hom pot adquirir els mapes al centre del Comhar Dún Chaocháin Teo a la vila. Els passeigs són de diferents longituds i es poden fer de manera individual o en grup. Aquesta àrea atreu a molts amants dels camins salvatges, alts penya-segats amb vistes a la badia de Broadhaven i a l'oceà Atlàntic. Hom travessar el camí d'escultures Tír Saile, que commemora els 5.000 anys de població humana al nord de Mayo.